# Moderate Liberale
Moderate Liberale, var et dansk politisk parti, opstået som et udbryderparti fra Moderate Venstre i 1910. Gik ind i Det Konservative Folkeparti i 1916. 

## Baggrund
I 1878 blev det Det forenede Venstre splittet i et radikalt og et moderat parti. Årsagen til bruddet var uenighed om taktikken over  for Estrups godsejerregering. 
Stridighederne mellem moderate og radikale venstrefolk var til fordel for Estrups højreparti. 
I 1894 sluttede Moderate Venstre et forlig med Højre. Dette forlig banede vejen for Estrups afgang som regeringsleder. Da forligspartierne samtidigt godkendte Estrups provisoriske lovgivning, og åbnede for, at Højre beholdt regeringsmagten, rejste de 2 radikale partier en voldsom opposition mod forliget. I sidste øjeblik inden forliget blev indgået, brød 14 folketingsmedlemmer ud af  Det Moderate Venstre. De frafaldne moderate tilsluttede sig den radikale kritik af forliget.    
I 1895 blev Venstrereformpartiet dannet af de radikale og de frafaldne moderate. Reformpartiet agiterede kraftigt mod De Moderate og gjorde alt for at holde De Moderate uden for politisk indflydelse. Reformpartiets leder  I.C. Christensen afviste tilnærmelser fra De Moderate med ordene: Venstre er ikke noget hotel. Reformpartiet havde absolut flertal i Folketinget i 1898-1906. I denne periode var De Moderate politisk isolerede. 
I sommeren 1908 blev De Moderate taget til nåde, og den moderate Niels Neergaard blev finansminister i en koalitionsregering med Reformpartiet. Efter Alberti skandalen blev Neergaard regeringsleder og forsvarsminister i oktober samme år. Da Neergaard ikke kunne skaffe flertal for nye forsvarslove, måtte han gå af som regeringsleder og forsvarsminister i august 1909. Han fik dog posten som finansminister tilbage. De Moderates gamle modstander I.C. Christensen blev forsvarsminister, og allerede i september samme år gennemførte Christensen nye forsvarslove.  
I 1909 blev Delegationen oprettet. Det var en fælles bestyrelse for tre fraktioner af Venstre. Delegationen havde ni medlemmer. De tre var fra De Moderate, mens Reformpartiets to fraktioner også fik tre medlemmer hver. 
Efter folketingsvalget i 1910 blev de tre fraktioner sammensluttede til ét parti, der antog navnet Venstre. Sammenslutningen skete på grundlag af Reformpartiets program fra 1909.   

## Oprettelsen
En gruppe moderate omkring den dengang kendte overretssagfører Just Lund var utilfredse med det nye venstreparti. De mente, at sammenslutningen var sket på Reformpartiets betingelser. De anså programmet fra 1909 for at være for radikalt, og de var utilfredse med, at Reformpartiet mange steder dominerede i partiets lokale foreninger.
De utilfredse moderate dannede derfor De Moderate Liberale. Det nye parti fik en vanskelig start, blandt andet fordi de moderate folketingsmedlemmer støttede Ministeriet Klaus Berntsen og derfor ikke kunne repræsentere udbrydergruppen De Moderate Liberale. 

## Nedlæggelsen
Indtil 1918 var der valg i enkeltmandskredse. Denne valgmetode ville gøre det svært for et nyt lille parti som De Moderate Liberale at blive repræsenteret i Folketinget.
I 1915 indledte De Moderate Liberale forhandlinger med De Frikonservative og Højre. Dette resulterede i, at de tre partier dannede Det Konservative Folkeparti med et fælles program, som de tre stiftende partier havde udarbejdet. Just Lund blev fra 1916 et fremtrædende medlem af Det Konservative Folkepartis hovedbestyrelse. 

## Lignende partier
Mellempartiet bestod blandt andet af en gruppe bønder, der havde forladt Venstre i 1865. Efter 1876 gled Mellempartiets rester ind i Højre.
I Norge er der flere gange brudt grupper ud fra Venstre. Nogle af disse grupper har senere tilsluttet sig Høyre.